# قطعنامه ۱۶۳۴ شورای امنیت
قطعنامه  ۱۶۳۴ شورای امنیت سازمان ملل متحد که در تاریخ ۲۸ اکتبر ۲۰۰۵ تصویب شد، سندی بین‌المللی دربارهٔ بررسی وضعیت مرتبط با صحرای غربی است. این قطعنامه طی نشست ۵۲۹۵ام با ۱۵ رای موافق، ۰ مخالف و ۰ ممتنع تصویب شد.